# Lucas di Grassi
Lucas Tucci di Grassi (São Paulo, Brazil, 11. kolovoza 1984.) je brazilski vozač automobilističkih utrka. Vozio je u F1 jednu sezonu (19 utrka), te kasnije pet sezona za Audi u Svjetskom prvenstvu u izdržljivosti (WEC), utrka prototipova. Zbog povlačenja Audija iz prvenstva trenutno vozi samo u Formula E prvenstvu koje je osvojio te je aktualni prvak.

## Popis rezultata u Formuli 1
| Godina | Momčad        | Šasija       | Motor                  | 1.      | 2.      | 3.     | 4.      | 5.     | 6.      | 7.     | 8.     | 9.     | 10.     | 11.     | 12.    | 13.    | 14.    | 15.    | 16.     | 17.     | 18.    | 19.    | Bodovi | Poredak |
| ------ | ------------- | ------------ | ---------------------- | ------- | ------- | ------ | ------- | ------ | ------- | ------ | ------ | ------ | ------- | ------- | ------ | ------ | ------ | ------ | ------- | ------- | ------ | ------ | ------ | ------- |
| 2010.  | Virgin Racing | Virgin VR-01 | Cosworth CA2010 2.4 V8 | BHR Ret | AUS Ret | MAL 14 | KIN Ret | ŠPA 19 | MON Ret | TUR 19 | KAN 19 | EUR 17 | VBR Ret | NJE Ret | MAĐ 18 | BEL 17 | ITA 20 | SIN 15 | JAP DNS | KOR Ret | ABU NC | BRA 18 | 0      | 24.     |

### Potpuni popis WEC rezultata
| Godina | Momčad                | Klasa | Šasija                  | Motor                                   | 1.      | 2.    | 3.    | 4.    | 5.     | 6.    | 7.    | 8.    | 9.    | Bodovi | Poredak |
| ------ | --------------------- | ----- | ----------------------- | --------------------------------------- | ------- | ----- | ----- | ----- | ------ | ----- | ----- | ----- | ----- | ------ | ------- |
| 2012.  | Audi Sport Team Joest | LMP1  | Audi R18 e-tron quattro | Audi TDI 3.7L Turbo V6 (Hybrid Diesel)  | SEB     | SPA   | LMS   | SIL   | SAO 3  | BHR   | FUJ   | SHA   |       | 15     | 22.     |
| 2013.  | Audi Sport Team Joest | LMP1  | Audi R18 e-tron quattro | Audi TDI 3.7L Turbo V6 (Hybrid Diesel)  | SIL     | SPA 3 | LMS 3 | SAO   | COA    | FUJ   | SHA   | BHR   |       | 45     | 9.      |
| 2014.  | Audi Sport Team Joest | LMP1  | Audi R18 e-tron quattro | Audi TDI 4.0 L Turbo V6 (Hybrid Diesel) | SIL Ret | SPA 2 | LMS 2 | COA 2 | FUJ 5  | SHA 5 | BHR 5 | SAO 3 |       | 117    | 4.      |
| 2015.  | Audi Sport Team Joest | LMP1  | Audi R18 e-tron quattro | Audi TDI 4.0 L Turbo V6 (Hybrid Diesel) | SIL 5   | SPA 7 | LMS 4 | NÜR 4 | COA 3  | FUJ 4 | SHA 4 | BHR 6 |       | 99     | 4.      |
| 2016.  | Audi Sport Team Joest | LMP1  | Audi R18                | Audi TDI 4.0 L Turbo Diesel V6 (Hybrid) | SIL Ret | SPA 1 | LMS 3 | NÜR 2 | MEX 15 | COA 2 | FUJ 2 | SHA 5 | BHR 1 | 147.5  | 2.      |

## Popis rezultata u Formuli E
| Godina    | Momčad                    | Proizvođač            | Pogon                 | 1.     | 2.     | 3.    | 4.      | 5.      | 6.      | 7.    | 8.      | 9.    | 10.     | 11.   | 12.   | 13. | 14. | Bodovi | Poredak |
| --------- | ------------------------- | --------------------- | --------------------- | ------ | ------ | ----- | ------- | ------- | ------- | ----- | ------- | ----- | ------- | ----- | ----- | --- | --- | ------ | ------- |
| 2014./15. | Audi Sport ABT            | Spark-Renault SRT 01E | Spark-Renault SRT 01E | BEI 1  | PUT 2  | PDE 3 | BNA Ret | MIA 9   | LBH 3   | MON 2 | BER DSQ | MOS 2 | LON 4   | LON 6 |       |     |     | 133    | 3.      |
| 2015./16. | ABT Schaeffler Audi Sport | Spark-Abt Sportsline  | ABT Schaeffler FE01   | BEI 2  | PUT 1  | PDE 2 | BNA 3   | MEX DSQ | LBH 1   | PAR 1 | BER 3   | LON 4 | LON Ret |       |       |     |     | 153    | 2.      |
| 2016./17. | ABT Schaeffler Audi Sport | Spark-Abt Sportsline  | ABT Schaeffler FE02   | HKG 2  | MAR 5  | BNA 3 | MEX 1   | MON 2   | PAR Ret | BER 2 | BER 3   | NYC 4 | NYC 5   | MTR 1 | MTR 7 |     |     | 181    | 1.      |
| 2017./18. | Audi Sport ABT Schaeffler | Spark-Audi            | Audi e-tron FE04      | HKG 17 | HKG 14 | MAR   | SAN     | MEX     | SAP     | ROM   | PAR     | BER   | ZUR     | NYC   | NYC   | MTR | MTR | -      | -       |